# 一致空间
在拓扑学這個數學領域裡，一致空间（uniform space）是指带有一致结构的集合。一致空间是一個拓撲空間，有可以用来定义如完备性、一致连续及一致收敛等一致性質的附加结构。
一致结构和拓扑结构之间的概念区别在於，一致空间可以形式化有关于相对邻近性及点间临近性等特定概念。换句话说，「x 邻近于a 胜过y 邻近于b」之類的概念，在一致空间中是有意义的。而相对的，在一般拓扑空间内，给定集合A 和B，有意义的概念只有：点x 能“任意邻近”A（亦即在A 的闭包內）；或是和B相比，A 是x 的“較小邻域”，但点间邻近性和相对邻近性就不能只用拓扑结构來描述了。
一致空间广義化了度量空间和拓扑群，因此成為多数数学分析的根基。

## 定义
一致空间有三个等价定义。

### 周围定义
考虑集合{\displaystyle X}以及非空集族{\displaystyle \Phi \subseteq P(X\times X)}。二元组{\displaystyle (X,\Phi )}称为一致空间。若其满足如下公理：
- {\displaystyle \forall U\in \Phi }，{\displaystyle \{(x,x)|x\in X\}\subseteq U}。
- {\displaystyle \forall U\in \Phi }，若{\displaystyle V\subseteq X\times X}，且{\displaystyle U\subseteq V}，则{\displaystyle V\in \Phi }。
- {\displaystyle \forall U,V\in \Phi }，{\displaystyle U\cap V\in \Phi }。
- {\displaystyle \forall U\in \Phi }，{\displaystyle \exists V\in \Phi }，使得只要{\displaystyle (x,y)\in V}且{\displaystyle (y,z)\in V}，就有{\displaystyle (x,z)\in U}。
- {\displaystyle \forall U\in \Phi }，则{\displaystyle U^{-1}=\{(y,x)|(x,y)\in U\}\in \Phi }。

其中，{\displaystyle \Phi }称为{\displaystyle X}的一致结构或一致性，其元素称为周围（法语 entourage：邻居或周围），而集合{\displaystyle \{(x,x)|x\in X\}}记为{\displaystyle \Delta }，称为对角。
若忽略最后一項公理，则称此空间为准一致空間。
通常写 U[x]={y : (x,y)∈U}。在图形上，典型的周围被绘制为围绕“y=x”对角的斑点；U[x] 们则为纵截面。如果 (x,y) ∈ U，则可以说 x 和 y 是“U-邻近”的。类似的，如果在 X 的子集 A 中的所有成对的点都是 U-邻近的（就是说如果 A × A 被包含在 U 中），则 A 被称为“U-小”的。周围U 是对称的，若(y,x) ∈ U 蘊涵(x,y) ∈ U 。第一个公理表示，在每個周圍U而言，每一点都會U-邻近於自身。第三个公理保证「同时U-邻近且V-邻近」也是一致性中的一種邻近关系。第四个公理表示，對每个周围U，都存在一个「一半大小」的周围V。最后的公理表示，一致結構上的「鄰近性」本質上是對稱的。
一致性{\displaystyle \Phi }的基础周围系统是指任一個由Φ 的周围所組成的集合B，其中Ф 的每一個周围皆包含一個属于B 的集合。因此，依據第二個公理，基础周围系统B 能无歧义地規範出一致性Φ 來：Φ 為由{\displaystyle X\times X} 中包含一個屬於B 的集合的子集所組成的集合。每個一致空间都有個由对称周围所組成的基础周围系统。
對一致性的正确直觀概念可由下面度量空间的例子中得知：設(X,d) 為一度量空间，集合
{\displaystyle U_{a}=\{(x,y)\in X\times X|d(x,y)\leq a\}} ，其中的 {\displaystyle a>0\,}
會形成一個基础周围系统，無歧義地規範出X 的標準一致結構來。然後，x 和y 稱之為Ua-邻近的，若x 和y 之间距离最多为a。
设{\displaystyle \Phi }和{\displaystyle \Psi }都是定义在集合{\displaystyle X}上的一致性。若{\displaystyle \Phi \supseteq \Psi }，則稱一致性{\displaystyle \Phi }比一致性{\displaystyle \Psi }精細；或稱{\displaystyle \Psi }比{\displaystyle \Phi }粗糙。

### 間距定义
一致空間也可以使用間距（法语：écart）的系统来得到等价的定义。間距是一種廣義的偽度量，與一般的偽度量不同，它允許兩點間的間距為無窮。此種定義方式对泛函分析特别有用。更精确地说，设{\displaystyle f:X\times X\to [0,+\infty ]} 為集合{\displaystyle X}上的一間距，逆像{\displaystyle U_{a}=f^{-1}([0,a])}，其中的{\displaystyle a>0}，可證明這些集合形成了一個一致性的基础周围系统。由{\displaystyle U_{a}}所生成的一致性即是由单個間距{\displaystyle f}所定义的一致性。
設{\displaystyle f_{i}}為{\displaystyle X}上的一組間距，則由这組間距所定义的一致结构會是個別間距{\displaystyle f_{i}}所定义的一致结构的“最小上界”。这个一致性的基础周围系统可由從個別間距{\displaystyle f_{i}}所定义的一致性的周围的「有限」交集所組成的集合来得出。若這組間距為「有限」的，可以證明可由单個間距定義出相同的一致結構來，而此一間距即稱為這組間距的“上包络”{\displaystyle \sup f_{i}}。
較不直觀地，可證明有可数基础周围系统的一致結構（并因此特别为由一組可数的間距定义的一致性）也可由单個間距定義出來。可推論出，任何一個一致结构都可以如上述一般由一組（可能為不可数的）間距定義出來（参见 Bourbaki：《General Topology》 Chapter IX §1 no. 4）。

### 一致覆盖定义
一致空间 (X,Θ) 是集合 X 配备显著的“一致覆盖”族 Θ，它来自 X 的覆盖的集合，在按星号精致排序的时候形成了滤子。你可以称呼覆盖 P 是覆盖 Q 的星号精致(refinement)写为 P<*Q，如果对于所有 A∈P，有 U∈Q 使得如果 A∩B≠∅，B∈P，则 B⊆U。公理化可简约为：
1. {X} 是一致覆盖。
2. 如果 P<*Q 并且 P 是一致覆盖，则 Q 也是一致覆盖。
3. 如果 P 并且 Q 是一致覆盖，则有一致覆盖 R 精致 P 和 Q 二者。

给定一个点 x 和一致覆盖 P，可以把包含 x 的 P 的成员的并集认为是 x 的大小 P 的典型邻域，并且这个直觉度量一致的适用在这个空间之上。
给定在周围意义上的一个一致空间，定义覆盖 P 为一致的，如果存在某个周围 U 使得对于每个 x∈X，有一个 A∈P 使得 U[x]⊆A。这些一致覆盖形成了第二种定义的一致空间。反过来说，给定在一致覆盖意义上的一个一致空间， ∪{A×A : A∈P} 的超集，因为 P 取值于一致覆盖上，是第一种定义的一致空间的周围。此外，这两个变换是互逆的。

## 一致空间的拓扑
所有一致空间 X 都可以变成拓扑空间，通过定义 X 的子集 O 为开集，当且仅当对于所有 O 中的 x 存在周围 V 使得 V[x] 是 O 的子集。在这个拓扑中，点 x 的邻域滤子是 {V[x]:V∈Φ}。这可以通过递归的使用“一半大”周围的存在性来证明。相较于一般拓扑空间，一致结构的存在性使得比较邻域大小成为可能：V[x] 和 V[y] 被认为是“一样大”。
一致结构所定义的拓扑被称为引发自一致性。在拓扑空间上一致结构兼容于这个拓扑，如果这个一致结构定义的拓扑同最初的拓扑相符合。一般的说有多个不同的一致结构可以兼容于在 X 上的给定拓扑。

### 可一致化空间
拓扑空间被称为可一致化的，如果一致结构兼容于这个拓扑。
所有可一致化空间是完全正则拓扑空间。此外，对于可一致化空间 X 下列等价：
- X 是柯爾莫果洛夫空間
- X 是豪斯多夫空间
- X 是吉洪诺夫空间
- 对于任何兼容的一致结构，所有周围的交集是对角 {(x, x) : x ∈ X}。

可一致化空间的拓扑总是对称拓扑；就是说这个空间是 R0 空间。
反过来说，每个完全正则空间都是可一致化的。兼容于完全正则空间 X 的拓扑的一个一致性可以定义为最粗糙一致性，它使得所有 X 上的连续实数值函数为一致连续。这个一致性的基础周围系统提供为集合 (f × f)-1(V) 的所有有限交集，这里的 f 是 X 上的连续实数值函数而 V 是一致空间 R 的周围。这个一致性定义了一个拓扑，它明显的粗糙于 X 的最初拓扑；并且它还精细于最初的拓扑（因此与它相符合）是完全正则性的简单推论：对于任何 x ∈ X 和 x 的邻域 V，有连续实数值函数 f 有着 f(x)=0 并对于 V 的补集中的点等于 1。
特别是，紧致豪斯多夫空间是可一致化的。事实上，对于紧致豪斯多夫空间 X 在 X × X 中对角的所有邻域的集合形成了唯一的兼容于这个拓扑的一致性。
豪斯多夫一致空间是可度量空间，如果它的一致性可以定义自为可数的伪度量族。实际上，如在上面伪度量定义中讨论的，这种一致性可以定义自单一的伪度量，如果这个空间是豪斯多夫的，则它必然是度量。特别是，如果向量空间的拓扑是豪斯多夫的并且可定义自可数的半范数族，则它是可度量的。

## 一致连续
类似于在拓扑空间之间保持拓扑性质的连续函数，在一致空间之间的一致连续函数保持一致性质。带有一致映射的一致空间形成了范畴。在一致空间之间的同构叫做一致同构。
一致连续函数被定义为其周围的逆像还是周围的函数，或等价的说，一致覆盖的逆像还是一致覆盖的函数。
所有一致连续函数都关于引发的拓扑是连续的。

## 完备性
推广完备度量空间的概念，你也可以定义一致空间的完备性。替代柯西序列，转而使用柯西滤子（或柯西网）。
在一致空间 X 上的柯西滤子 F 是滤子 F 使得对于所有周围 U，存在 A∈F 有着 A×A ⊆ U。换句话说，一个滤子是柯西滤子，如果它包含“任意小”集合。可从定义中得出每个（关于这个一直结构定义的拓扑）收敛的滤子都是柯西滤子。柯西滤子叫做“极小”的，如果不包含更小（就是更粗）的柯西滤子（除了自己）。可以证明所有柯西滤子包含一个唯一的“极小柯西滤子”。每个点的邻域滤子（由这个点的所有邻域构成的滤子）是极小柯西滤子。
反过来说，一致空间称为完备的，如果所有柯西滤子收敛。任何紧致豪斯多夫空间都是关于兼容于这个拓扑的一致结构的完备一致空间。
完备一致空间享有如下重要性质：如果 f: A → Y 是从一致空间 X 的稠密子集 A 到完备一致空间 Y 的一致连续函数，则 f 可以扩张（唯一的）成在整体 X 上的一致连续函数。

### 一致空间的豪斯多夫完全
如同度量空间，所有一致空间 X 都豪斯多夫完全：就是说存在一个完备豪斯多夫一致空间 Y 和一致连续映射 i: X → Y 带有如下性质：
对于任何从 X 到完备豪斯多夫一致空间 Z 的一致连续映射 f，存在一个唯一的一致连续映射 g: Y → Z 使得 f = gi。
豪斯多夫完全 Y 是唯一的（不別同构之異）。作为一个集合 Y 可以选取为由 X 上的极小柯西滤子组成。作为每个 X 中点 x 的邻域滤子 B(x)，映射 i 可以被定义为把 x 映射到 B(x)。如此定义的映射 i 一般不是单射；事实上，等价关系 i(x) = i(x ') 的图象是 X 的所有周围的交集，因此 i 是单射正好在 X 是豪斯多夫空间的时候。
在 Y 上的一致结构定义如下：对于每个对称周围 V（就是说使得 (x,y) 在 V 中正好在 (y,x) 在 V 的时候），设 C(V) 是“至少共有一个 V-小集合”的所有极小柯西滤子的对 (F,G) 的集合。集合 C(V) 可以被证实形成了基础周围系统；如此就定义了配备了这个一致结构的 Y。
集合 i(X) 因此是 Y 的稠密子集。如果 X 是豪斯多夫空间，则 i 是到 i(X) 的同构，因此 X 可用它的完全的稠密子集来识别。此外，i(X) 总是豪斯多夫的；它叫做关联于 X 的豪斯多夫一致空间。如果 R 指示等价关系 i(x) = i(x ')，则商空间 X/R 同胚于 i(X)。

## 例子
- 所有度量空间 (M, d) 都可被当作一致空间。实际上因为度量是当然的伪度量，上文的伪度量定义给出了 M 的一致结构。这个一致性的基础周围系统提供自集合 {\displaystyle \qquad U_{a}=d^{-1}([0,a])=\{(m,n)\in M\times M|d(m,n)\leq a\}}。这个 M 的一致结构生成了在 M 上的正常度量空间拓扑。但是，不同的度量空间可以有相同的一致结构（平凡的例子可通过度量的常数提供）。这个一致结构还生成一致连续和度量空间的完备性的等价定义。

- 使用度量，可以构造有相符合拓扑的不同一致结构的简单例子。例如，设 d1(x,y) = | x − y | 是在 R 上的正常度量，并设 d2(x,y) = | ex − ey |。则这两个度量都引发在 R 上的正常拓扑，但是一致结构是不同的，因为 { (x,y) : | x − y | < 1 } 是 d1 的一致结构的周围但不是 d2 的。非正式的，这个例子可以被看作选取正常的一致性并通过连续但非一致连续函数的作用扭曲它。

- 所有拓扑群 G（特别是所有拓扑向量空间）成为一致空间，如果我们定义 G × G 的子集 V 是周围，当且仅当它包含集合 { (x, y) : x⋅y−1 ∈ U } 对于 G 的单位元的某个邻域 U。这个 G 上的一致结构叫做在 G 上的右一致性，因为对于所有 G 中的 a，右乘法 x → x⋅a 是关于这个一致结构一致连续的。你还可以定义 G 上的左一致性；它们两个不需要相符合，但是它们都生成在 G 上的给定拓扑。

## 历史
在安德烈·韦伊于1937年首次给出一致结构的明确定义之前，一致概念如完备性被使用度量空间讨论。尼古拉·布尔巴基在书《Topologie Général》中提供了依据周围的一致结构定义，而 John Tukey 给出了一致覆盖定义。韦伊还依据伪度量族来刻画一致空间。

## 引用
- Nicolas Bourbaki，General Topology (Topologie Générale), ISBN 0-387-19374-X (Ch. 1-4), ISBN 0-387-19372-3 (Ch. 5-10): Chapter II is a comprehensive reference of uniform structures, Chapter IX § 1 covers pseudometrics, and Chapter III § 3 covers uniform structures on topological groups
- J. R. Isbell, Uniform Spaces ISBN 0-8218-1512-1
- I. M. James, Introduction to Uniform Spaces ISBN 0-521-38620-9
- I. M. James, Topological and Uniform Spaces ISBN 0-387-96466-5
- John Tukey，Convergence and Uniformity in Topology; ISBN 0-691-09568-X
- André Weil，Sur les espaces a structure uniforme et sur la topologie generale, Act. Sci. Ind. 551, Paris, 1937